# Bonte havik
De bonte havik (Tachyspiza albogularis) is een roofvogel behorende tot de familie van havikachtigen (Accipitridae). Het is een endemische vogelsoort van de Salomonseilanden.

## Beschrijving
De bonte havik is 33 tot 43 cm, lang niet zo groot als de in Europa voorkomende havik (49 tot 66 cm), maar wel een paar centimeter groter dan de gewone sperwer (28 tot 38 cm). Er komen twee kleurfases van de bonte havik voor, waarvan er een helemaal zwart is met een rodige iris. De tweede kleurfase is donker leigrijs van boven en van onder contrasterend wit, met oranjegele ogen. Soms hebben bonte haviken een roodbruine vlek, die als een soort kraag achter de kop is waar te nemen. Onvolwassen vogels zijn donkerbruin met strepen.

## Voortplanting
Bonte haviken broeden van juli tot september. Ze bouwen nesten in hoge bomen.

## Voorkomen en leefgebied
De bonte havik komt voor op de Salomonseilanden. Het leefgebied bestaat uit overgang van regenwoud naar open terrein, secondair bos, buitenwijken van steden in het laagland. De donkere vorm komt mogelijk meer voor in heuvellandbos. Het is geen bedreigde diersoort.
De soort telt vijf ondersoorten:
- T. a. eichhorni: Feni (Bismarck-archipel).
- T. a. woodfordi: Bougainville, Guadalcanal, Malaita en Choiseul.
- T. a. gilva: New Georgia, Rendova, Vella Lavella en Kolombangara.
- T. a. albogularis: San Cristobal, Ugi en Owaraha.
- T. a. sharpei: Santa Cruz-eilanden.

## Status
De grootte van de populatie is in 2001 geschat op 1000-10.000 vogels. Op de Rode lijst van de IUCN heeft deze soort de status niet bedreigd.